# Diocesi di Numerico
La diocesi di Numerico (in latino Dioecesis Numericena) è una sede soppressa del patriarcato di Costantinopoli e una sede titolare della Chiesa cattolica.

## Storia
Numerico, compresa tra Kepaklï e Narlï nell'odierna Turchia, è un'antica sede vescovile della provincia romana di Bitinia nella diocesi civile del Ponto. Faceva parte del patriarcato di Costantinopoli ed era suffraganea dell'arcidiocesi di Nicea.
La diocesi è documentata nelle Notitiae Episcopatuum del patriarcato dal IX al XII secolo.
Sono tre i vescovi documentati di questa antica diocesi. La sigillografia ha restituito il nome del vescovo Cristoforo, vissuto fra VIII e IX secolo. Al concilio di Costantinopoli dell'869 prese parte il vescovo Costantino. Un anonimo vescovo è ancora documentato da un sigillo, datato al X secolo.
Dal 1933 Numerico è annoverata tra le sedi vescovili titolari della Chiesa cattolica; finora la sede non è mai stata assegnata.

## Cronotassi dei vescovi greci
- Cristoforo † (circa VIII-IX secolo)
- Costantino † (menzionato nell'869)
- Anonimo † (X secolo)